# Unión Internacional de Mecánica Teórica y Aplicada
La Unión Internacional de Mecánica Teórica y Aplicada (o IUTAM, International Union for Theoretical and Applied Mechanics, en inglés) es una sociedad de investigadores en mecánica de ámbito internacional. Elsevier publica las actas de los simposios organizados por IUTAM bajo el nombre Procedia IUTAM.

## Historia y actividades
El origen de IUTAM se remonta a un congreso de investigadores en mecánica de fluidos celebrado en Innsbruck en 1922, que fue el germen de los Congresos Internacionales de Mecánica Aplicada (ICAM), el primero de los cuales tuvo lugar en 1924 en Delft, Países Bajos.
IUTAM se estructuró como tal en 1946 durante el sexto ICAM, en París.
IUTAM concede cada cuatro años el Premio Batchelor para reconocer investigaciones destacadas en dinámica de fluidos.